# Кушугумська селищна рада
Кушугу́мська се́лищна ра́да — адміністративно-територіальна одиниця та орган місцевого самоврядування в Запорізькому районі Запорізької області. Адміністративний центр — селище міського типу Кушугум.

## Загальні відомості
- Територія ради: 44,99 км²
- Населення ради: 8240 осіб (станом на 2015 рік)[1]
- Територією ради протікає річка Кушугум

## Населені пункти
Селищній раді підпорядковані населені пункти:
- смт Кушугум

## Склад ради

### Керівний склад попередніх скликань
| Прізвище, ім'я, по батькові | Основні відомості                                           | Дата обрання | Дата звільнення |
| --------------------------- | ----------------------------------------------------------- | ------------ | --------------- |
| Горохова Тамара Петрівна    | Селищний голова, 1949 року народження, член Партії регіонів | 26.03.2006   | 31.10.2010      |

Примітка: таблиця складена за даними сайту Верховної Ради України

### VI скликання
За результатами місцевих виборів 2010 року депутатами ради стали:

#### За суб'єктами висування
| Суб'єкт висування          | Кількість обраних депутатів | %    |
| -------------------------- | --------------------------- | ---- |
| Партія регіонів            | 13                          | 43,3 |
| Самовисування              | 11                          | 36,7 |
| Партія «Реформи і порядок» | 6                           | 20   |

#### За округами
| № округу                   | Прізвище, ім'я, по батькові        | Дата визнання обраним | Освіта  | Партійна приналежність | Відомості про обраного депутата                                                              |
| -------------------------- | ---------------------------------- | --------------------- | ------- | ---------------------- | -------------------------------------------------------------------------------------------- |
| Партія регіонів            |                                    |                       |         |                        |                                                                                              |
| 3                          | Петриченко Володимир Олексійович   | 02.11.2010            | середня | член Партії регіонів   | пенсіонер                                                                                    |
| 7                          | Красносельська Ольга Олександрівна | 02.11.2010            | вища    | член Партії регіонів   | Кушугумська міська поліклініка, лаборант                                                     |
| 12                         | Таранець Світлана Андріївна        | 02.11.2010            | вища    | член Партії регіонів   | Кушугумська спеціалізована школа І-ІІІ ст. «Інтелект», вчитель                               |
| 15                         | Білоконь Наталія Олександрівна     | 02.11.2010            | вища    | член Партії регіонів   | фізична особа-підприємець                                                                    |
| 16                         | Пунова Ніна Іванівна               | 02.11.2010            | середня | член Партії регіонів   | Кушугумська спеціалізована школа І-ІІІ ст. «Інтелект», лаборант                              |
| 17                         | Собко Інна Миколаївна              | 02.11.2010            | середня | член Партії регіонів   | Кушугумська селищна рада, касир                                                              |
| 19                         | Брижаненко Людмила Григорівна      | 02.11.2010            | вища    | член Партії регіонів   | Кушугумський дитячий дошкільний заклад, завідувач                                            |
| 22                         | Бондаренко Тетяна Олексіївна       | 02.11.2010            | середня | член Партії регіонів   | Кушугумська міська поліклініка, медична сестра                                               |
| 23                         | Бережний Анатолій Іванович         | 02.11.2010            | середня | член Партії регіонів   | пенсіонер                                                                                    |
| 24                         | Ганошенко Оксана Анатоліївна       | 02.11.2010            | вища    | член Партії регіонів   | Кушугумська спеціалізована школа І-ІІІ ст. «Інтелект», вчитель                               |
| 25                         | Малюк Надія Олексіївна             | 02.11.2010            | вища    | член Партії регіонів   | Кушугумська спеціалізована школа «Інтелект», вчитель                                         |
| 28                         | Самохвалова Наталія Вікторівна     | 02.11.2010            | вища    | член Партії регіонів   | Кушугумська селищна бібліотека, завідувач                                                    |
| 30                         | Власенко Галина Петрівна           | 02.11.2010            | середня | член Партії регіонів   | Кушугумський дошкільний навчальний заклад, завгосп                                           |
| Партія «Реформи і порядок» |                                    |                       |         |                        |                                                                                              |
| 1                          | Косановський Олександр Леонідович  | 02.11.2010            | середня | позапартійний          | фізична особа-підприємець                                                                    |
| 2                          | Холковський Іван Іванович          | 02.11.2010            | середня | позапартійний          | ВАТ «Запоріжсталь», машиніст крана                                                           |
| 4                          | Шумний Олексій Іванович            | 02.11.2010            | вища    | позапартійний          | пенсіонер                                                                                    |
| 11                         | Берестенко Світлана Валентинівна   | 02.11.2010            | середня | позапартійна           | фізична особа-підприємець                                                                    |
| 27                         | Плечищев Олег Олександрович        | 02.11.2010            | вища    | позапартійний          | Веселянська загальноосвітня школа І-ІІ ст., вчитель                                          |
| 29                         | Кожушаний Віктор Михайлович        | 02.11.2010            | середня | позапартійний          | ЗАТ «Запорізький автомобілебудівний завод», електрик                                         |
| Самовисування              |                                    |                       |         |                        |                                                                                              |
| 5                          | Пічковський Юрій Вікторович        | 02.11.2010            | середня | позапартійний          | тимчасово не працює                                                                          |
| 6                          | Чернов Євгеній Євгенійович         | 02.11.2010            | вища    | позапартійний          | фізична особа-підприємець                                                                    |
| 8                          | Гарьковина Михайло Вікторович      | 02.11.2010            | середня | позапартійний          | ТОВ «Гідроспецфундаментбуд», майстер будівельно-монтажних робіт                              |
| 9                          | Кругових Роберт Валерійович        | 02.11.2010            | середня | позапартійний          | фізична особа-підприємець                                                                    |
| 10                         | Майстро Дмитро Миколайович         | 02.11.2010            | вища    | член Партії регіонів   | адвокат                                                                                      |
| 13                         | Павлова Наталія Опанасівна         | 02.11.2010            | вища    | позапартійна           | Кушугумська селищна рада, землевпорядник                                                     |
| 14                         | Говбіндер Дмитро Шимонович         | 02.11.2010            | вища    | позапартійний          | ЗАТ «Індустрія», директор                                                                    |
| 18                         | Забєйворота Ірина Миколаївна       | 02.11.2010            | вища    | позапартійна           | Кушугумська спеціалізована школа І-ІІІ ст. «Інтелект», заступник директора з виховної роботи |
| 20                         | Тутов Володимир Григорович         | 02.11.2010            | вища    | позапартійний          | Державне підприємство «Радіоприлад», заступник генерального директора                        |
| 21                         | Грицаненко Геннадій Юрійович       | 02.11.2010            | середня | позапартійний          | фізична особа-підприємець                                                                    |
| 26                         | Майстренко Віктор Вікторович       | 02.11.2010            | середня | позапартійний          | тимчасово не працює                                                                          |